# Hypsugo imbricatus
Hypsugo imbricatus és una espècie de ratpenat que viu a Indonèsia i Malàisia.